# Abdiacyclops cirratus
Abdiacyclops cirratus – gatunek widłonoga z rodziny Cyclopidae; jedyny przedstawiciel rodzaju Abdiacyclops. Gatunek i rodzaj opisał w 2005 roku pracujący w Australii biolog Tomislav Karanovic. Miejsce typowe to Nowa Zelandia, Wyspa Południowa, North Canterbury Region, Spotswood, Waiau West Road, studnia nr GS0249.